# سانتا بولا
شنت بول  (وتكتب أيضاَ شنتبول ) الذي يسمّى كذلك طرف الناظور  (بالإسبانية: Santa Pola), هي بلدية تقع في مقاطعة لقنت. جنوب شرق إسبانيا. يبلغ عدد سكانها 22.253 نسمة.

## معرض صور

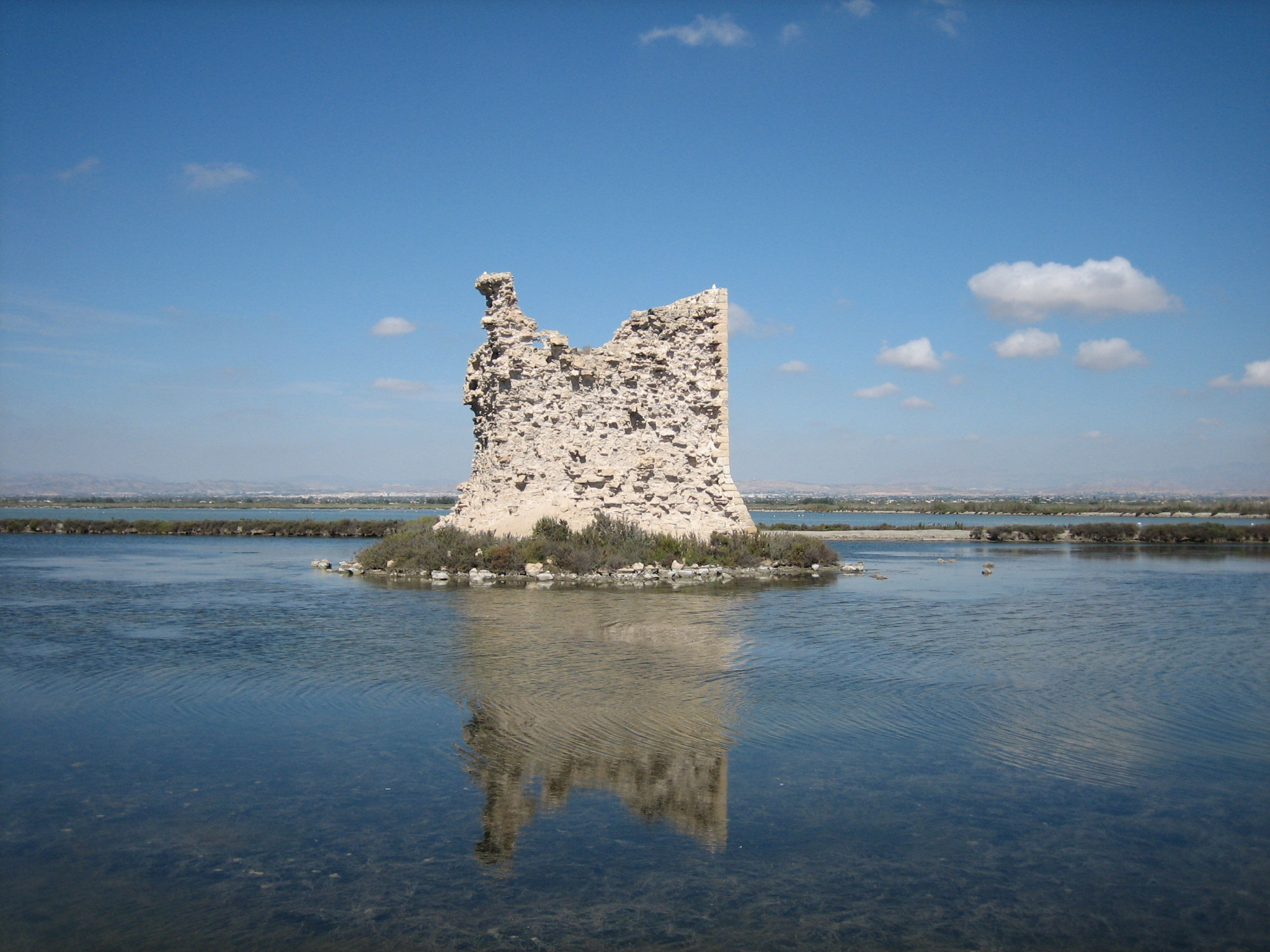
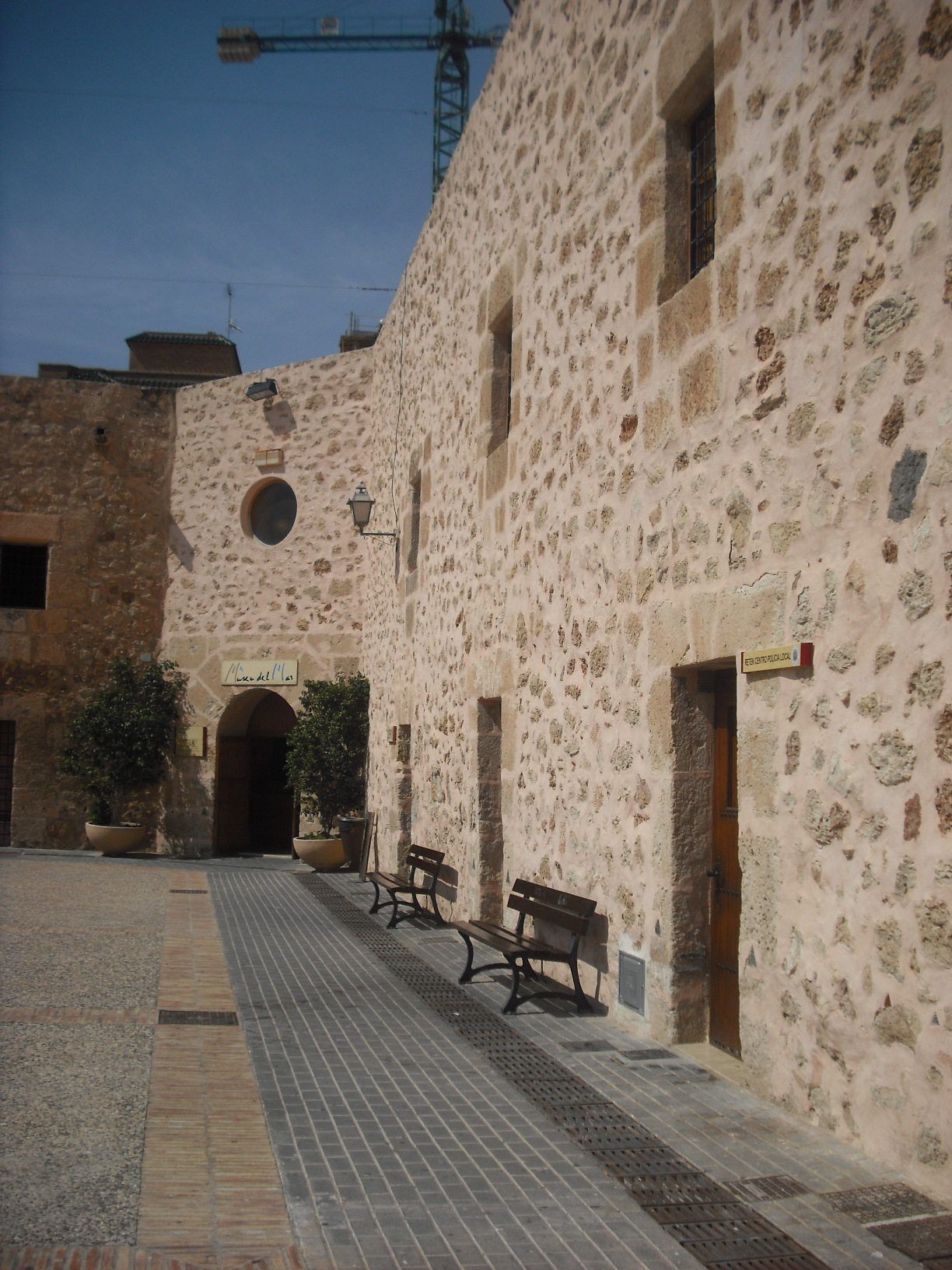
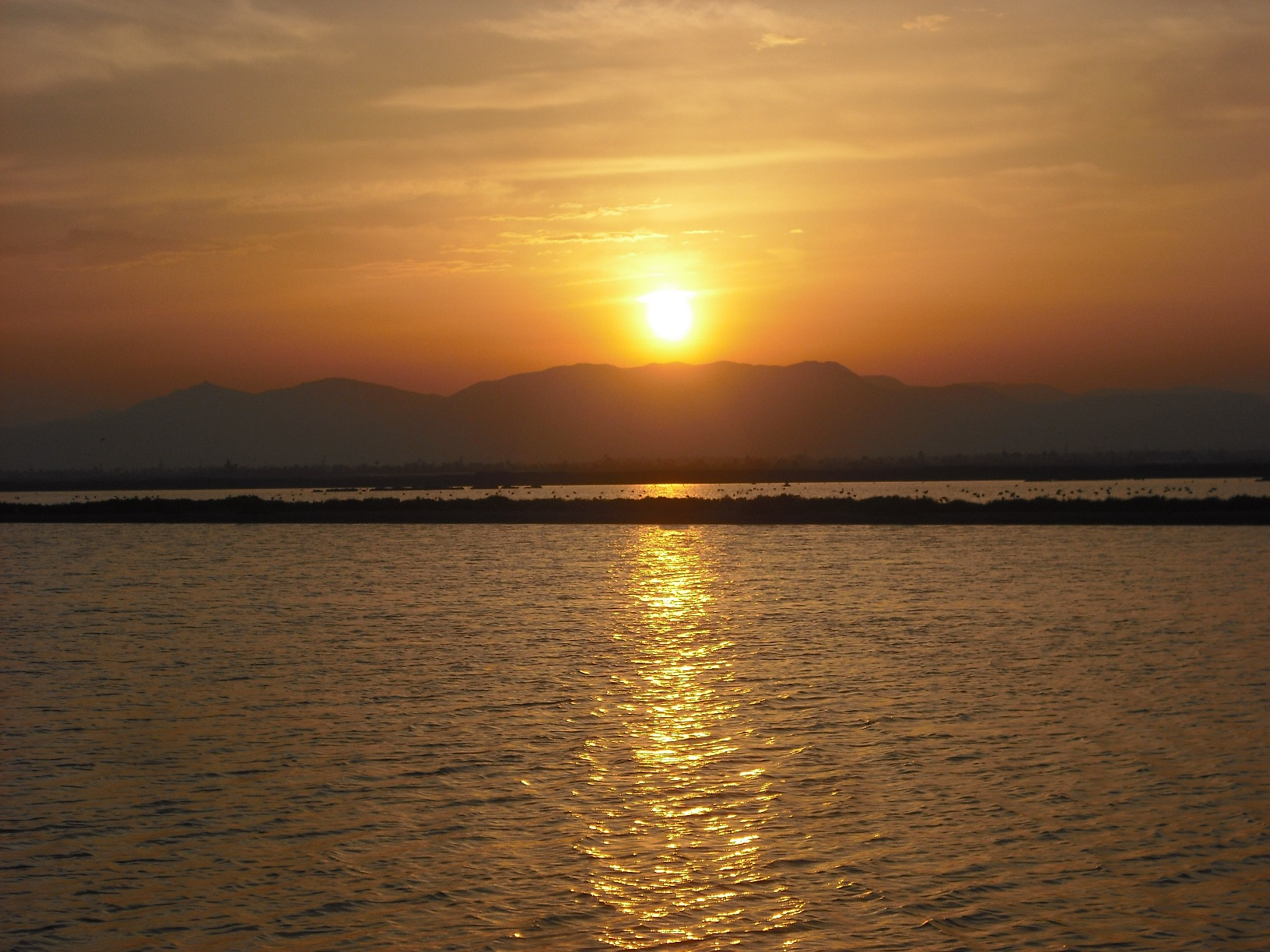
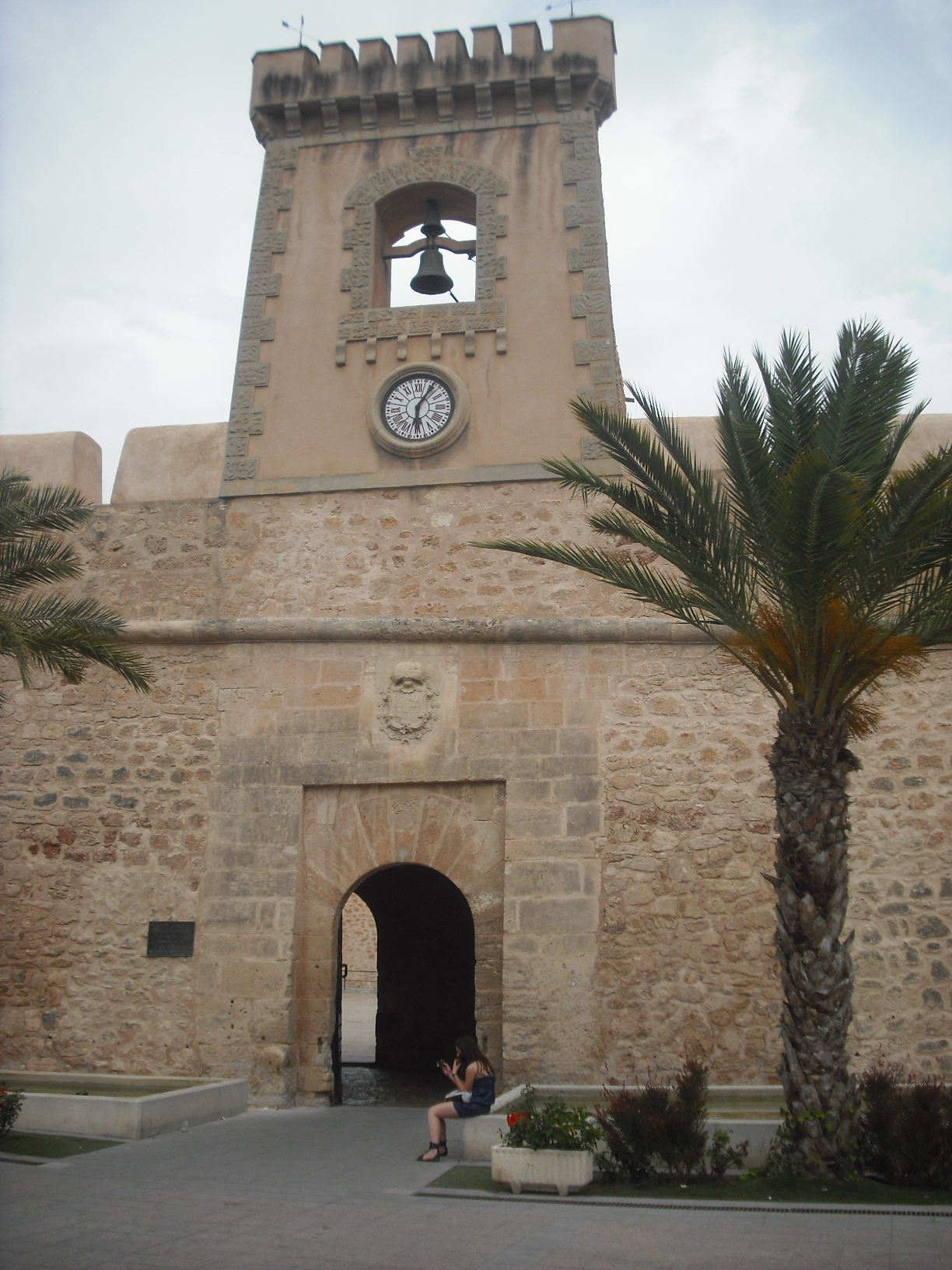

## توأمة
لسانتا بولا اتفاقيات توأمة مع:
- مازر

## أعلام
- لارا غونزاليس أورتيغا
- سيرجيو لوبيز

## وصلات خارجية
- (بالإسبانية)